# Mayer Amschel de Rothschild
Mayer Amschel de Rothschild (Londra, 29 giugno 1818 – 6 febbraio 1874) del ramo inglese della famiglia Rothschild era il quartogenito e il più giovane dei figli maschi di Nathan Mayer Rothschild (1777–1836). Fu chiamato Mayer Amschel Rothschild, per suo nonno, il patriarca della famiglia Rothschild.

## Biografia
Noto alla sua famiglia come "Muffy", nacque a New Court, Londra. Dopo aver studiato all'Università di Lipsia e all'Università di Heidelberg diventò il primo membro della sua famiglia a ricevere un'educazione presso una università inglese, trascorrendo un periodo sia al Magdalene che al Trinity College a Cambridge. Anche se fece da apprendista in diverse case bancarie della famiglia in Europa, non divenne mai una parte importante dell'impero bancario. Diventò High Sheriff of Buckinghamshire nel 1847 e fu eletto deputato liberale per Hythe nel 1859.
La madre di Mayer, Hannah (nata Cohen), avviò le acquisizioni Rothschild nel Buckinghamshire. Pensando ai suoi figli malaticci, cominciò ad acquistare appezzamenti di terreno attorno Aylesbury nella campagna privilegiata per la caccia, dove potevano fare esercizio fisico all'aperto. A metà del XIX secolo, tutti e tre i suoi figli maschi avevano grandi proprietà e dimore nella Vale of Aylesbury: Lionel de Rothschild a Tring; Anthony Nathan de Rothschild a Aston Clinton; e Mayer a Mentmore. Lì egli costruì Mentmore Towers, la più sontuosa delle case inglesi Rothschild dell'epoca. Altri cugini che seguirono l'esempio furono: Ferdinand James von Rothschild a Waddesdon, e Alfred de Rothschild a Halton.
Mayer Rothschild era un appassionato cavallerizzo e cacciatore nonostante la sua stazza, ed era un fan delle corse di cavalli purosangue. Fondò una scuderia a Crafton nel Buckinghamshire, e fu un membro del Jockey Club. Nel 1871, i suoi cavalli vinsero quattro delle cinque corse "classiche": Favonius vinse l'Epsom Derby ed "Hannah" vinse l'Epsom Oaks, le 1,000 Guineas e la St. Leger Stakes.
Nel 1873 il Barone Mayer acquistò 90 acri (360,000 m²) di terreno ad Ascott a due miglia da Mentmore. Questo fu dato al nipote Leopold de Rothschild, che ampliò l'esistente Ascott House nella struttura neo-Tudor visibile oggi.

## Famiglia
Mayer de Rothschild e sua moglie Juliana (nata Cohen) ebbero solo una figlia femmina, Hannah, in seguito Contessa di Rosebery. Fu la loro unica erede, e attraverso di lei Mentmore Towers passò al Conte di Rosebery, che funse da Primo Ministro dal 1894–1895.
Mayer Amschel de Rothschild morì nel 1874 e fu sepolto al Willesden Jewish Cemetery in Beaconsfield Road di Willesden, a Londra.

## Collegamenti
- Storia degli ebrei in Inghilterra
- Rothschild d'Inghilterra
- Rothschild di Francia
- Rothschild d'Austria
- Rothschild di Napoli
- Carl Mayer von Rothschild